# Onthophagus maya
Onthophagus maya es una especie de insecto del género Onthophagus, familia Scarabaeidae, orden Coleoptera.

## Historia
Fue descrita científicamente por Zunino en 1981.